# Classic FM (Vương quốc Anh)
Classic FM (viết cách điệu là CLASSIC f M ) là một trong ba đài Phát thanh Quốc gia Độc lập của Vương quốc Anh và do công ty Global sở hữu và điều hành. Đài phát sóng các chương trình âm nhạc cổ điển và được thành lập vào năm 1992.
Classic FM là đài âm nhạc cổ điển quốc gia đầu tiên ra đời kể từ khi BBC Radio 3 được khai trương 25 năm trước đó, vào tháng 9 năm 1967, và 46 năm kể từ khi khai trương tiền thân của Radio 3, The Third Program, vào tháng 9 năm 1946. Cho đến tháng 3 năm 2019, khi Scala Radio ra mắt, đây là dịch vụ phát thanh nhạc cổ điển thuộc sở hữu tư nhân duy nhất phát sóng trên mặt đất ở Vương quốc Anh; Tuy nhiên, đài này vẫn là dịch vụ duy nhất phát sóng trên đài FM analog.
Tính đến  năm 2021, đài có lượng khán giả hàng tuần là 5,6 triệu người nghe.

## Tổng quan
Classic FM phát sóng toàn quốc trên hệ thống FM, đài kỹ thuật số DAB, Freeview, truyền hình vệ tinh và truyền hình cáp và có sẵn trên phạm vi quốc tế bằng cách truyền âm thanh qua internet. Đây là đài Phát thanh Quốc gia độc lập duy nhất phát sóng toàn quốc bằng FM cùng với BBC Radios 1, 2, 3 và 4. Ngoài việc phát thanh nhiều tiết mục âm nhạc cổ điển truyền thống, đài còn phát các bản nhạc phim và nhạc trong trò chơi điện tử.